# Alliance internationale Jeanne d'Arc

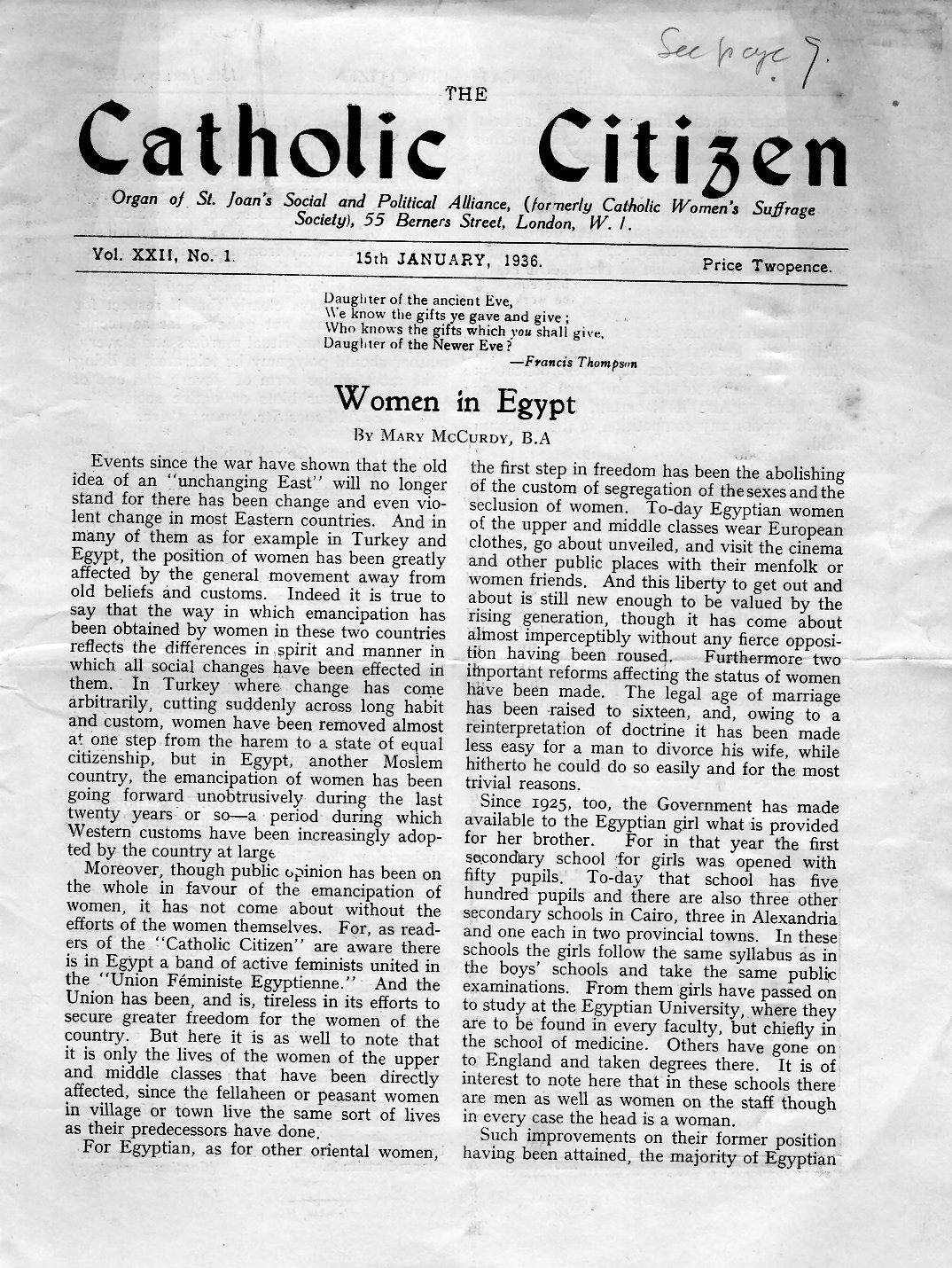
Article de journal traitant de l'alliance internationale Jeanne d'Arc.

 (janvier 2011).
Si vous disposez d'ouvrages ou d'articles de référence ou si vous connaissez des sites web de qualité traitant du thème abordé ici, merci de compléter l'article en donnant les références utiles à sa vérifiabilité et en les liant à la section « Notes et références ».
L'Alliance internationale Jeanne d'Arc est une association féministe catholique fondée à Londres en 1911. Elle bénéficie du statut consultatif (II) auprès de l'ONU (UNESCO) depuis 1952, et elle est accréditée auprès de la Conférence des organisations internationales catholiques. 
Elle lutte pour le vote des femmes et pour les droits familiaux, sociaux, politiques des femmes avec un intérêt spécial pour les femmes du Tiers-Monde. Elle demande l'accès des femmes à toutes les fonctions ecclésiales.

## But
En 1977, Anne-Marie Pelzer définissait ainsi le but de l'Alliance : « L'Alliance lutte pour la reconnaissance de l'identité des droits entre femmes et hommes, ce qui n'implique pas nécessairement l'identité de choix ! L'Alliance ne désire pas que les femmes imitent les hommes d'aujourd'hui dans leurs caractéristiques, leurs options, leur style de vie ; elle ne tient pas à les masculiniser ni à déféminiser la société. L'Alliance lutte pour que les hommes et femmes puissent,selon leur personnalité et leurs talents individuels, choisir librement leur travail parmi tout l'éventail des tâches utiles à la société. Elle veut détruire les stéréotypes qui, arbitrairement, confient les femmes à certains genres d'activités et qui écartent les êtres masculins de ces rôles étiquetés « féminins ». Loin d'appauvrir l'humanité par un nivellement des sexes, le féminisme préserve l'originalité individuelle : cette lutte contre l'abaissement des personnes enrichit et épanouit tout l'humanité. L'Alliance est toujours restée exclusivement orientée vers cet objectif, soucieuse de préserver son action féministe de toute équivoque qu'entraîneraient des engagements politiques ou religieux, aussi louables qu'ils puissent être. »[réf. nécessaire].

## Dénominations successives
- 1911 : Catholic Women's Suffrage Society (CWSS)
- 1923 : St. Joan's Political and Social Union
- 1954 : St Joan's International Alliance / Alliance internationale Jeanne d'Arc
- 2002 : St. Joan's International Alliance / Alliance Terre des Femmes

## Développement de l'Alliance
Au début du XXe siècle en Grande-Bretagne la loi organisait la subordination des femmes aux hommes dans la famille et la société. Quant aux Églises, notamment l’Église catholique romaine qui nous intéresse ici, elles accordaient souvent un sceau divin  à la domination masculine, si bien que le mouvement féministe naquit largement hors de l’Église. 
Des femmes catholiques considèrent pourtant que la doctrine chrétienne authentique réclame au contraire l’égalité des droits pour les femmes et les hommes. S’affirmant « féministes et catholiques », elles fondent en 1911 « The Catholic Woman's Suffrage Society » avec Kathleen Fitzgerald pour présidente et Gabrielle Jeffery pour secrétaire. 
Leur première réunion publique a lieu en juillet 1911, au Kensington Town Hall de Londres. Elles établissent bientôt des sections locales à Liverpool, Brighton et Hastings puis à Bristol et Édimbourg, et elles se dotent d’un organe de communication en 1914 -  The Catholic suffragist - , qui sera renommé The Catholic Citizen en 1918.
Au suffragisme viennent s’ajouter d’autres revendications, si bien qu’en 1923, le groupe prend le nom de St. Joan's Social and Political Alliance.
En 1954, l'Alliance est établie dans plusieurs pays. Elle prend donc le nom de St Joan's International Alliance (Alliance internationale Jeanne d'Arc) tandis que sa section britannique est nommée Great Britain and Northern Ireland Section of the St Joan's International Alliance.
En 1995, l’Alliance compte 5 sections nationales (Belgique, France, Royaume-Uni, Italie, États-Unis) et des membres individuels en Allemagne, en Suisse et au Zaïre.

### Chronologie du développement de l’Alliance
- 1911 : fondation de The Catholic Woman's Suffrage Society et première réunion publique en juillet, au Kensington Town Hall de Londres
- 1912 : affiliation au Federated Council of Suffrage Societies
- 1924 : membre fondateur du Comité de Liaison des Organisations internationales féminines (Liaison Committee of the International Organisations of Women).
- 1951 : obtention du statut consultatif de catégorie II auprès du Conseil économique et social des Nations unies (ECOSOC). Participation notamment à sa Commission sur la Condition de la Femme.
- 1952 (?) : reconnaissance officielle par l’Organisation internationale du travail (OIT)
- ? : représentation officielle à l’UNESCO
- ? : inscrite sur les registres du Conseil pontifical pour les laïcs
- ? : membre associé de la Conférence des organisations catholiques internationales.
- ? : la secrétaire générale internationale, Florence Barry, est honorée de la croix « Pro Ecclesia et Pontifice ».

### Chronologie des campagnes de l’Alliance
- 1937 : rapport à la Société des Nations sur la condition des femmes en Afrique et en Asie.
- ?    : campagne contre la prostitution, l’esclavage et la traite, rapport d’enquête à la Société des Nations (Commission contre l’esclavage) et au gouvernement britannique.
- 1952 : intervention pionnière contre les mutilations sexuelles infligées aux jeunes filles (MSF) auprès du Conseil économique et social des Nations unies.
- 1961 : requête auprès de Rome en faveur de l’ordination de femmes au diaconat.
- 1962 : requête auprès de Rome pour la présence de laïcs, femmes et hommes, au deuxième concile œcuménique du Vatican (« Vatican II »), en tant qu’observateurs et experts.
- 1962-1965 : Déclarations à la clôture de chacune des Assemblées générales du second concile du Vatican
- 1963 : requête auprès de Rome pour l’ordination de femmes au ministère presbytéral (prêtres).
- 1965 : à partir de cette date, requête pour la révision des articles discriminatoires dans le code de droit canonique (droit de l’Église) – 17 articles furent ainsi modifiés ou supprimés.
- 1967 : sur l’insistance de la présidente de l’Alliance, le Congrès mondial des laïcs à Rome se prononce en faveur des droits des femmes dans l’Église catholique.
- 1971 : à la suite de l’intervention de la section canadienne de l’Alliance, la Conférence des évêques catholiques du Canada se déclare en faveur de l’ordination des femmes aux ministères de l’Église. Au synode de Rome en 1971, ils obtiennent la création d’une Commission d’étude sur le rôle des femmes dans la société et dans l’Église. Mais le Rome choisit elle-même les membres de la commission au détriment des féministes et écarta de ses attributions la réflexion sur l’ordination des femmes.
- 1974 : Frances McGillicuddy présente à la Commission sur la condition des femmes (ONU) un rapport sur la nouvelle approche du rôle des femmes.
- 1975 : à la suite du rapport de la Commission d'étude sur le rôle des femmes dans la société et dans l'Église, l’Alliance envoie à Rome une critique qui est accueillie avec bienveillance par le président de la Commission, Mgr Bartolletti. Si bien que l’Alliance appuie désormais les bonnes recommandations de la Commission malgré leur portée concrète très réduite.
- 1981 : requête officielle auprès du Saint-Siège pour qu’il ratifie la « Convention pour la suppression du trafic d’êtres humains et l’exploitation de la prostitution d’autrui ». Nouvelle tentative en 1990.
- 1988-1998 : requêtes officielles auprès du Vatican, des conférences épiscopales et de la Conférence des organisations catholiques, dans le cadre de la Décennie de solidarité des Églises avec les femmes initiée par le Conseil œcuménique des Églises.
- 1990 : campagne contre la préférence donnée aux enfants de sexe masculin et pour la protection des filles.
- Participation active aux rédactions successives de la Lettre des évêques américains aux femmes.

## Relations avec l'Église catholique
Pour assurer sa liberté d’action, l’Alliance a préféré être une « organisation de catholiques » plutôt qu’une « organisation catholique » officielle. Mais elle est inscrite sur les registres du Conseil pontifical pour les laïcs et membre associé de la Conférence des organisations catholiques internationales. Par ailleurs la secrétaire générale internationale Florence Barry a été honorée de la croix « Pro Ecclesia et Pontifice ».
L’Alliance intervient auprès des conférences épiscopales et auprès du Saint-Siège pour la ratification des conventions internationales concernant les femmes.
Dès 1928, des membres de l'Alliance avaient publié un ouvrage sur l'accès des femmes aux fonctions ecclésiales.
L’Alliance prit le tournant décisif d'une revendication officielle intra-ecclésiale en 1961 avec la présidente internationale Magdeleine Leroy-Boy. Pionnière, l'Alliance lutta longtemps seule sur ce front.
Auprès des conférences épiscopales et de l'évêque de Rome (le pape) elle exerce une pression en faveur de l'accès des femmes aux ministères ordonnés (prêtre, diacre), de la participation des femmes aux décisions qui les concernent en matière de doctrine et de morale (notamment la régulation des naissances. Parmi ses membres, des théologiennes effectuent un travail de recherche sur une réinterprétation non-sexiste des Saintes Écritures, l'accès des femmes à l'enseignement théologiques, l'adoption d'une liturgie et d'un langage qui prenne en compte les femmes (« langage inclusif »), l'avenir des religieuses, etc.

## Personnalités
- Mary Daly (1926-2010), qui se définissait comme « féministe radicale lesbienne ».
- G. Heinzelmann, Suissesse, dirige en 1961 un ouvrage collectif fondateur en faveur de l'admission des femmes à la prêtrise sous le titre (allemand) de : Nous ne nous tairons plus ! Des femmes s'adressent au deuxième concile du Vatican[2]. Une avocate et cinq théologiennes de l'Alliance en sont les signataires.
- Marie Lenoël, fondatrice et présidente de la section française de  l'Alliance internationale Jeanne d'Arc en 1937 : « Il est temps de démontrer que non seulement on peut être féministe bien que catholique, mais féministe parce que catholique »[3]. Elle lance la campagne contre l'esclavage et la traite.

### Publications de l'Alliance

#### Revues officielles
- en anglais : The Catholic Citizen (1915-...)
- en français : L'Alliance (1973-2002) puis Terre des Femmes (2002-...)
- en italien : Alleanza (1989-2002) puis Terra delle donne (2003-...)

#### Articles
- Alliance suffragiste Jeanne-d’Arc section française de Saint-Joans’s Social and Political Alliance, lettre adressée à Georges Pernot signée de la présidente V. Pesson-Depret et de la secrétaire générale Mlle Lenoël, La Française, 20 mars 1937
- Pelzer Anne-Marie, Brève histoire de l'Alliance internationale Jeanne d'Arc : 1911-1977, L’Alliance, Bruxelles, 1992, p. 1-16.
- Pelzer Anne-Marie, Courte histoire d'un mouvement catholique féministe, L’Alliance Internationale Jeanne d'Arc, Bruxelles, 1992.

### Fonds d'archives
- Centre d'archives et de recherches pour l'histoire des femmes - CARHIF : Le Carhif a été créé en mai 1995. Cette association sans but lucratif est hébergée dans les locaux du Centre de rencontre et de conférences des femmes "Amazone", situé à Bruxelles. On y trouve notamment les fonds de l'Alliance internationale Jeanne d’Arc. Adresse : 10 rue du Méridien, 1210 Bruxelles.
- Centre Louise-Labé : Le Centre Louise-Labé est un site de l'université Lumière Lyon-2. On y trouve notamment les fonds sur l'Alliance Jeanne d'Arc qui étaient auparavant situés au défunt Centre Femmes et Christianisme géré par Femmes et hommes en Eglise et hébergé par l'Institut Catholique de Lyon. Adresse : Campus Porte des Alpes, 5, avenue Pierre-Mendès-France 69676 Bron cedex, bâtiment K, salle 226. Le fonds a quitté le Centre Louise-Labé en 2010.
- Women's Library : Records of St Joan's International Alliance (référence 2SJA), Records of the St Joan's International Alliance (German Section) 1952-1981 (référence 5SJG) et publications de l'Alliance. Adresse : The Women's Library, London Metropolitan University, 25 Old Castle Street, London E1 7NT.
- Notre Dame University (États-Unis) : référence CMBL 3/11-13.
- En Italie, l'association de théologiennes Voce Donna, tient la bibliothèque du  Centre d'archive du Suffrage catholique (Biblioteca del Centro l'archivio del suffragismo cattolico) lié à l'Alliance Jeanne d'Arc (Alleanza Giovanna d'Arco)
- Gard Robin, The archives of the Catholic Lay Societies. 1 : St. Joan's International Alliance, Catholic Archives, 21 (2001), Catholic Archives Society, p. 65-69.  (ISSN 0261-4316)

## Sources et notes
1. ↑  CLARK Elaine, Catholics and the campaign for women's suffrage in England, Church History, 01/09/04, en ligne.
2. ↑  G. Heinzeilmann et al., éd. Interfeminas, Zurich, 1961.
3. ↑  Van Lunen Chenu Marie–Thérèse, Femmes et hommes, Paris, Cerf, 1998, p. 100.

## À voir aussi